# Bacea, Olt
Bacea este un sat în comuna Movileni din județul Olt, Muntenia, România.
Codul postal al satului: 237276
Clima din sat este de tip temperat-continentală, media anuală a temperaturilor fiind de 10,7 °C, iar media anuală a precipitațiilor având o valoare de mai puțin de 515.6 mm.
Demografie:
Componența etnică din Bacea:
-92% Romani
-3% Romi
-4% necunoscuta
-1% alta etnie
 Acest articol despre o localitate din județul Olt este deocamdată un ciot. Puteți ajuta Wikipedia prin completarea lui.

Sat de o frumusețe rară cu păduri verzi de foioase, străbătut de râul Cungrea și cu celebrul copac,Tecul de la Ionicesti.